# Lego Racers 2
A Lego Racers 2 az első Lego Racers verseny stílusú videójáték folytatása, amit a Attention to Detail fejlesztett és a Lego Group jelentetett meg Microsoft Windowsra, Game Boy Advance-re és PlayStation 2-re 2001-ben.

## Játékmenet
A játék célja az, hogy a játékos minden pályán első helyezést érjen el, s hogy összegyűjtse az összes aranykockát az öt különböző világban, ahol világonként egy főellenség van. A játékos a játék során különböző segítségeket vehet igénybe a jobb helyezés érdekében. A főmenüben a következő két játékmód közül lehet választani:

### 1 Player
A 1 Player menüpontban további hat almenüpont található:
- Adventure: az Adventure (Kalandor) módban játszhatja végig a játékos a Lego Racers 2 történetét az öt különböző világon keresztül, s mérkőzhet meg a legutolsó ellenséggel, Rocket Racer-rel. Minden egyes versenyen elsőnek kell lennie és össze kell gyűjteni az összes aranykockát, hogy tovább juthasson a játékos. Versenyei során javíthatja, fejlesztheti az autóját, s még további számos segítség is a rendelkezésére áll.
- Arcade: ez a mód teljesen megegyezik az előzővel, csupán annyi különbséggel, hogy itt nincs tétje a versenyzésnek.
- Best Times: ebben a menüpontban lehet megnézni a legjobb időket futott versenyeket, világokra és azon belül versenyekre bontva.
- Time Attack: itt időre megy a játék, az Adenture módhoz hasonlóan.
- Bonus Games: itt lehet kiválasztani az adott világ mini-játékait (lásd lejjebb).

### 2 Player
Ebben a részben is – hasonlóan az elsőhöz – két játékos is játszhat egyszerre, mégpedig a 2 Player menüpontnál. Viszont ebben már nem szükséges joystick vagy gamepad a második játékosnak, mivel az első és a második játékos egyszerre használhatja a billentyűzetet. Külön-külön beállítható az Options menüben a játékosok gombjainak funkciói (például gáz, fék, kanyarodás, stb.), így kényelmesen elrendezhetik a funkciókat a billentyűzeten.

## Játékelemek

### Építés
A Lego Racers 2-ben is építhet a játékos saját készítésű versenyzőt és autó a Bulid menüpontban, de már előre elkészítettekkel is versenyezhet, az első részhez hasonlóan. Ha saját maga állítja össze a versenyzőt, akkor Lego-elemekből – mint például sapkából, fejből, felsőtestből vagy lábból – építheti azt meg, amelyhez úgyszintén Lego-kockákból építhet hozzá saját autót. Viszont nem mindegy, hogy milyen és mekkora alkatrészekből rakja össze a játékos az autóját, mivel azok hatással vannak a versenyre. Ebben a részben még több lehetősége van a játékosnak építeni, mivel még részletesebb autókat – a tűzoltókocsitól kezdve a lánctalpasig – és embereket lehet építeni sokkal több kockából. Viszont nem lehet játék közben megváltoztatni a karakter kinézetét és az autót sem. Csak a világok között lehet lecserélni az éppen aktuális autót egy másikra.

### Segítségek
A különleges verseny-tulajdonságok közé sorolhatók a turbó start (ez már az első részben is szerepelt) és a mini-játékok során elnyerhető nyeremények, amelyekkel a játékos felfejlesztheti az autóját.

#### Mini-játékok
A mini-játékok úgy érhetők el, ha a játékos versenyen kívül áthajt egy vortex szörnyön. Viszont összesen csak két mini-játék, egy könnyebb és egy nehezebb van egy világban. Összesen három fejlesztés van, amelyek a következőket szabályozzák:
- Grip: mennyire kanyarodjon vagy csússzon az autó.
- Power: milyen gyorsan menjen, vagy mennyire gyorsuljon az autó.
- Shield: mekkora kárt viseljen el az autó.

#### Erőnövelők
Különböző erőnövelőket (angolul Power-ups) vehet fel a játékos verseny közben, amelyek lebegő Lego kocka formájában jelennek meg a pályán, általában egymás mellett négy, körülöttük átlátszó burokkal. Az erőnövelők segítik a játékost verseny közben. Ha egyet felvesz, akkor elkezd a számláló kisorsolni a bal oldalon látható kis kerek körben egy erőnövelőt, s amin megáll, az a játékosé lesz. Viszont nem muszáj megvárni, míg kisorsolódik egy, mert a „tűz” gombbal közbe lehet avatkozni, amivel egyben aktiválni is lehet az erőnövelőt. A Lego Racers-höz képest, ebben nem lehet fejleszteni a kockákat.
- Fegyver erőnövelők: leszakítják az versenytársak Lego kockáit azok autóiról. Ha sikerült az összes kockát lelőnünk az ellenség kocsijáról, akkor kénytelen gyalog folytatni a versenyt. Mivel így nincs túl sok esélye az első helyezésre, ezért a legközelebbi box-ban visszakaphatja autóját.

- Fúró: egy fúró rakétát lő ki a kocsi elejéből, amely 50%-osan robbantja le az ellenség autójáról a kockákat. De akár meg is lehet lovagolni a fúrót, habár ekkor ha túl sok ideig vagyunk rajta, akkor felrobban. Jele egy fúró.
- Lemez: egy lemezt lő ki a kocsi elejéből, s átmegy minden tárgyon, viszont kocsihoz érve felrobban, leszakítva az autó félének Lego kockáit, viszont nagyon nehéz használni, mivel pontosan kell vele célozni. Pozitív tulajdonsága, hogy ha hátrafelé nézünk, s közben megnyomjuk a „tűz” gombot, akkor hátrafelé lövi ki a lemezt az autó, így akár szét is lőhetjük a felénk közeledő Rakétát. Jele egy lemez.
- Rakéta: ezzel egy hőkövető rakétát lehet kilőni bármelyik kiválasztott ellenfélre. Könnyebb használni, mint a Lemezt, viszont kevesebbet sebez. Jele egy kutyafej.
- Robbanás: a játékos autójának köré egy kék színű buborékot képez, ami pár másodperc múlva megnő és felrobban, leszakítva néhány Lego kockát a közelben lévőkről. A buborék méretét úgy lehet növelni, hogy nyomva tartjuk a „tűz” gombot, viszont ha túl sokáig tartjuk lenyomva, akkor felrobban és a saját autónkban tesz kárt. Jele egy viharfelhő.

- Lopakodó: láthatatlanná teszik az autót a versenytársak szeme elől és láthatóvá teszik a versenytársak által felvett erőnövelőt, továbbá nem hat az autóra semmilyen fegyver erőnövelő. Összesen hat másodpercig hat, jele egy szürke nindzsa fej.
- Forgószél: egy kisebb forgószelet hagy maga mögött a játékos, ha megnyomja a „tűz” gombot, amely megsebesíti az ellenfeleket. Viszont ha tovább tartja lenyomva, akkor a saját kocsijában tesz kárt. Hat másodpercig tart, jele egy forgószél.
- Pusztítókocka: egy robbanást idéz elő, amely elvakítja a képernyőt egy másodpercre, majd három réteg kockát szed le csak a versenytársak autójáról hat másodpercen keresztül. Nagyon ritkán lehet csak hozzájutni, mivel ez a legerősebb erőnövelő, jele néhány repülő Lego kocka.

## Világok
Összesen öt különböző világ szerepel a játékban, amelyek mindegyike valamilyen Lego témán és azon szettjein alapszik. A legutolsó végén ebben is Rocket Racer-t kell legyőzni, csak úgy mint az első részben. Ha ez sikerült, akkor a játékos elnyeri a „Galaxis Legjobb Versenyzője-díjat”. A régi ellenfelek közül néhánnyal itt is lehet találkozni, mint például Rocket Racer-rel, Sam Sanister-rel (korábban Baron Von Barron) és Johnny Thunder-rel.

### Sandy Bay
Ez a világ egy sziget, amely a Lego Town-on (magyarul Lego Város) alapul. A szigeten van egy város, egy építési terület, tengerpart és egy hegység. Mellesleg erről a szigetről nyílik a többi világba vezető kapu, vagyis ha az Artic világról a Mars-ra szeretnénk menni, akkor először Sandy Bay-re kell menni, s majd csak onnan lehet a Mars-ra. Ahhoz, hogy eljussunk a többi világba, először ezen a szigeten kell elsőnek lennünk összesen négy versenyben: először a munkást (Dig-A-Brick), másodszorra a postást (Special Delivery), harmadszorra a tűzoltót (Hot Stuff), s végül negyedszerre a rendőrt (Bobby's Beat) kell legyőznünk. Aranykockákat a hegység tetején, a tengerparton és a nyugati tengerpart szirtjénél találhatunk.

### Dino Island
Az olykor esős Dino Island a Lego Adventurers szetten, vagyis a Lego Kalandorokon alapszik, ahol két folyót, egy vulkánt, egy dzsungelt, egy törzsi falut, ókori romokat és tengerpartot találunk. A dzsungelben néhány dinoszaurusz található, amelyek nem tudják megsebezni a játékost, csak ellökni, ezért a versenyek során akadályt jelenthetnek, viszont mindig ugyan azon az útvonalon közlekednek. Ezen a világon Sam Sinister a főellenség, akinek villámgyors az autója, mivel egy átalakított turbómotort használ. A következő versenyeken lehet részt venni: Pippen Read (legelső), Sir Cuningham, Cassiopeia, Tribal Trouble, Dino Dodgems, Cretaceous Canyon, The Lost Race World és Sam Sanisters Slammer. Aranykockákat a fennsíkon, a hegységnél és a szerpentinszerű hegységben találhatunk.

### Mars
A harmadik világ témája a Lego Space, vaigys a Lego Űr. Egy egész völgysorozat alkotja a világot, magas hegyekkel, Mars-bányával, elhagyatott és új Mars-bázissal tarkítva, továbbá egy lezuhant és szétroncsolódott űrhajóval (ahová a bejátszásban megérkezik a játékos), két barlanggal és lávafolyóval. Ha elég gyorsan hajtasz, akkor fel tudsz jutni a hegység tetejére, de amint annak széléhez érsz, visszateleportálódsz a földre. Itt a főellenség egy Rigel nevű marslakó, aki egy gépesített járgányban versenyzik és nem hat rá semmilyen fegyver, habár a lejtőkön nem tud gyorsan menni, továbbá egy pajzzsal is rendelkezik. Csak három verseny van a pályán: Pippen Read, Cunningham és Cassiopeia. Aranykockákat a labirintusban és a vízesésnél találhatunk, amely egy lerövidített pályaszakasz is egyben.

### Arctic
Ez a világ a folyamatosan havazó Lego Arctic-on, magyarul a Lego Sarkvidéken alapszik, amely ugyan csak egy sziget. Van rajta hegy (a belsejében kell a játékosnak versenyeznie), olajszállító hajó, jéglabirintus, befagyott tó – melynek tetején lyukak vannak -, és néhány bázis. A főellenség Berg, a jégszörny, aki nem autóval jár, hanem a két lábán és képes jégcsap hajtásokat hagyni maga után, amik szerencsére nem tudják megsebesíteni a játékost, „csak” teljesen lelassítani. Kerekei szuper tapadásúak. Versenyek a pályán: Pippen Read, Cunningham és Cassiopeia. Aranykockákat a repülőgépben, a doktor irodájában, és a csapdás csónakban találhatunk. Lerövidíthető pályaszakasz Berg barlangjánál van.

### Xalax
A karakterek a Lego Racers-ből valóak, de ez a világ egyik szettre sem hasonlít. Maga a pálya egy kupolából áll, tele szurkoló emberekkel, továbbá még egy vulkánból, egy lávatóból, egy ugratóból, egy hurokból és egy alagútból. Ez a világ annyiban különbözik az összes többitől, hogy minden egyes versenynél megváltozik a tájkép. A főellenség Rocket Racer, akinek szuper gyors autója van és az összes főellenség fegyverével és pajzsával rendelkezik. Versenyek a pályán: Lightor, Warrior, Ghost, Chill, Duster, Freeze és Snake. Aranykockákat az alagúthoz és a hegységhez közel találunk, továbbá még a huroknál és a rámpánál is van.

## Csalások

### Kódok
Az alábbi kódokkal lehet csalni a játékban, amiket (egy kivételével) a főmenüben kell aktiválni:
- Marslakójátékos: jobbra, balra, jobbra, fel, le, balra, jobbra, fel, fel.
- Dino Island pályák: balra, balra, jobbra, jobbra, balra, balra, jobbra, jobbra, fel, balra, jobbra.
- Mars pályák: balra, balra, jobbra, jobbra, balra, balra, jobbra, jobbra, le, balra, jobbra.
- Artic pályák: balra, balra, jobbra, jobbra, balra, balra, jobbra, jobbra, fel, jobbra, balra.
- Xalax pályák: balra, balra, jobbra, jobbra, balra, balra, jobbra, jobbra, le, jobbra, balra.
- Széles látókör mód: játék közben nyomd meg az Esc-et, majd balra, balra, balra, jobbra, jobbra, jobbra, fel, fel, fel, le, le, le, balra, balra, balra, jobbra, jobbra, jobbra.

### Rejtett pályaszakaszok
A Lego Racers 2-ben összes három rejtett pályaszakasszal lehet lerövidíteni az adott pályát:
1. világ főellensége, Rigels: a pályaszakasz a vízzel teli csatornánál van, a vízesés mögött, ahová ha először mész be, akkor egy aranykockát fogsz találni.
2. világ főellensége, Berg: egy pályaszakasz az ellenség barlangjában van.
3. világ főellensége, Rocket Racer: amikor elkezdesz lelassulni és leérsz a földre, a legjobb, ha kikerülöd a rámpákat és kikerülöd az akadályokat.

## Fogadtatás
| Weboldal         | Eredmény      |
| ---------------- | ------------- |
| PC               |               |
| GameRankings     | 74,00%        |
| GameSpot         | Nem értékelte |
| IGN              | [ 3 ]         |
| Game Boy Advance |               |
| GameRankings     | 45,00%        |
| GameSpot         | Nem értékelte |
| IGN              | Nem értékelte |
| PlayStation 2    |               |
| GameRankings     | 65,33%        |
| GameSpot         | Nem értékelte |
| IGN              | [ 9 ]         |

A Lego Racers 2 is, csak úgy, mint az első része, vegyes fogadtatásban részesült: a GameRankings 74%-ra, az IGN 7.8-ra értékelte a 10-ből a PC-s verziót. A GameSpot pedig egyáltalán nem értékelte, viszont így írt róla:
Egy bolondos autóverseny játék, amiben saját autót építhetünk virtuális Lego kockákból és különböző pályákon versenyezhetünk.
A Game Boy Advance verziót csak a GameRankings értékelte és csak 45,00%-ra.
A PlayStation 2-es változat 65,33%-ot kapott a GameRankings-től, a GameSpot pedig ezt írta:
Ugyan az, mint az előző Lego Racers, csak kapott egy történetet.
Az IGN sem értékelte olyan magasra a játékot, 10-ből csak 6-ot kapott.